# Dom Bédos de Celles
Dom Bédos de Celles (nombre completo François Lamathe Dom Bédos de Celles de Salelles) (Caux, 24 de enero de 1709-25 de noviembre de 1779) fue un monje benedictino francés, conocido como constructores de órganos. 

## Biografía
Fue elegido para ser miembro de la Academia de las Ciencias francesa en Burdeos y corresponsal directo de la Academia de París en 1758. Como reputado constructor de órganos, tuvo la posibilidad de viajar a numerosas localidades de Francia para hacer las reparaciones que fuesen pertinentes. 
En el año 1760 publicó La Gnomonique pratique ou l’Art de tracer les cadrans solaire con la supervisión del gnomonicista francés Jean-Paul Grandjean de Fouchy, Secretario de la Academia de ciencias y una autoridad en gnomónica y relojes de sol. 
En 1766-78 publicó su tratado sobre órganos L'art du facteur d'orgues (El arte del constructor de órganos). Esta obra monumental contiene muchos detalles históricos sobre la construcción de órganos en el siglo XVIII. 
Fue enterrado en el monasterio (en la actualidad basílica) de Saint-Denis.